# Veverka japonská
Veverka japonská (Sciurus lis) je stromová veverka rodu Sciurus, která žije v Japonsku. Jde o menší veverku, která se vzhledem podobá veverce obecné.

## Taxonomie
Tuto veverku popsal nizozemský zoolog Coenraad Jacob Temminck v roce 1844. 
Podle současných poznatků je v rámci rodu Sciurus řazena spolu s dalšími 12 druhy do podrodu Sciurus a je tedy blízce příbuzná s veverkou obecnou, která žije i v Česku. Předpokládá se, že se z ní vyvinula, když se američtí jedinci veverky obecné dostali přes Sachalin do Japonska.

## Charakteristika

### Výskyt
Veverka japonská se vyskytuje pouze v Japonsku na ostrovech Honšú, Šikoku a Kjúšú. V poslední době se populace na jihozápadním Honšú a Šikoku zmenšily a populace na Kjúšú vymizely. Zdá se, že jedním z faktorů ovlivňujících místní vymírání tohoto druhu je kácení lesů.
Na nejsevernějším japonském ostrově Hokkaidó nežije – tam se vyskytuje jeden z podrodů veverky obecné.
Vyskytuje se v nížinných až podhorských, převážně borovicových lesích.

### Vzhled
Délka těla veverky japonské je 16–22 cm, ocas je dlouhý 13–17 cm. Hřbetní srst je v létě červenohnědá a v zimě šedavá, na břiše a na špičce ocasu je bílá.
Dospělá zvířata váží kolem 300 g.

### Způsob života
Veverka japonská se živí převážně rostlinnou potravou, ale sežere i drobný hmyz nebo vejce. V některých oblastech mohou až 35 % její potravy tvořit ořechy. Ořešák japonský (Juglans ailanthifolia) je pro tyto veverky důležitou potravou v nížinných smíšených lesích. 
Délka života veverky japonské je 5 až 6 let.

### Stupeň ohrožení
Veverka japonská je podle IUCN klasifikována jako málo dotčený druh, protože má poměrně velký, nefragmentovaný a stabilní areál výskytu. Velikost její populace je také stabilní.

## Odkazy

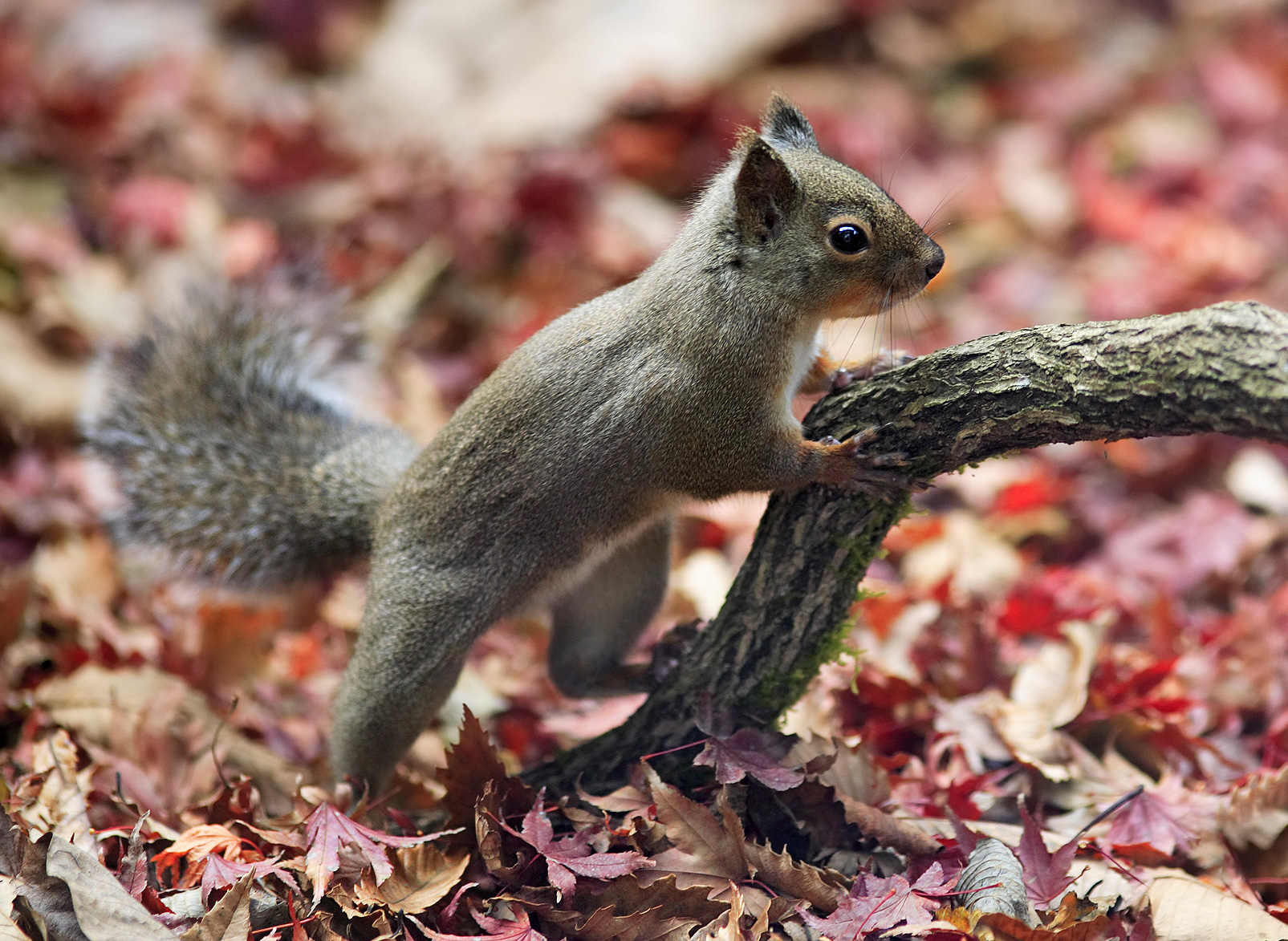
Dospělá veverka v zimním zbarvení